# Lamponega
Genre
Lamponega est un genre d'araignées aranéomorphes de la famille des Lamponidae.

## Distribution
Les espèces de ce genre sont endémiques d'Australie. Elles se rencontrent en Australie-Méridionale et en Australie-Occidentale.

## Liste des espèces
Selon World Spider Catalog (version 17.5, 25/10/2016) :
- Lamponega arcoona Platnick, 2000
- Lamponega forceps Platnick, 2000
- Lamponega serpentine Platnick, 2000

## Publication originale
- Platnick, 2000 : A relimitation and revision of the Australasian ground spider family Lamponidae (Araneae: Gnaphosoidea). Bulletin of the American Museum of Natural History, no 245, p. 1-330 (texte intégral).